# 科夫曼湾
科夫曼湾（英語：Coffman Cove），是美国阿拉斯加州的一座城市。该市的人口在2000年为199人，2010年有176人。人口在阿拉斯加州排行第113。